# Puerto El Triunfo
Puerto El Triunfo é um município de El Salvador, localizado no departamento de Usulután.